# Norské muzeum ledovce
Norské muzeum ledovce (norsky: Norsk Bremuseum) je muzeum ve Fjærlandu, v hrabství Vestland v Norsku. Architektonicky ceněnou budovu navrhl Sverre Fehn. Fehn dal stavbě ostré, hranaté tvary, aby se přizpůsobil zubatým tvarům okolních hor a ledovců. Ze stejného důvodu vybral jako materiál hrubý šedý beton. Podél každé strany muzea stoupají dvě masivní schodiště k vyhlídce na střeše. Stavba byla dokončena roku 1991. V roce 2002 bylo rozhodnuto o přístavbě muzea, kterou rovněž navrhl Fehn. V muzeu se také nachází Ulltveit-Moeovo centrum pro studium klimatu, další přístavek k původní stavbě, který byl otevřen v roce 2007, a jenž navrhl opět architekt Fehn. Účelem muzea je „sbírat, vytvářet a šířit znalosti o ledovcích a klimatu“. Poskytuje informace o ledovci Jostedalsbreen a národním parku Jostedalsbreen. Muzeum je otevřeno denně od dubna do října. Muzeum bylo založen jako společný projekt několika organizací, jako byly Norská trekkingová asociace, Mezinárodní ledovcová společnost, Norské ředitelství vodních zdrojů a energie, Norský polární institut, Bergenská univerzita nebo Univerzita v Oslu.